# Ajn Addan
Ajn Addan (arab. عين عدان; fr. Aïn Adden) – jedna z 52 gmin w prowincji Sidi Bu-l-Abbas, w Algierii, znajdująca się w północno-zachodniej części kraju w prefekturze Sufajzif. W 2008 roku gminę zamieszkiwało 2886 osób. Numer statystyczny gminy w Office National des Statistiques d'Algérie to 2230.